# Rhymogona hessei
Rhymogona hessei är en mångfotingart som först beskrevs av Ravoux in Brölemann 1935.  Rhymogona hessei ingår i släktet Rhymogona och familjen knöldubbelfotingar. Inga underarter finns listade i Catalogue of Life.